# HMS Obedient (G48)
«Обідіент» (G48) (англ. HMS Obedient (G48) — військовий корабель ескадрений міноносець типу «O» Королівського військово-морського флоту Великої Британії за часів Другої світової війни.
«Обідіент» закладений 22 травня 1940 на верфі компанії William Denny and Brothers у Дамбартоні. 30 жовтня 1942 увійшов до складу Королівських ВМС Великої Британії.
Есмінець взяв активну участь у бойових діях на морі в Другій світовій війні, бився у Північній Атлантиці, біля берегів Франції, Англії та Норвегії, супроводжував арктичні та атлантичні конвої. За проявлену мужність та стійкість у боях бойовий корабель заохочений чотирма бойовими відзнаками.

## Бойовий шлях

### 1942
Першим бойовим походом есмінця «Обідіент» після введення його до строю, став вихід у листопаді 1942 року разом з сістер-шипами «Обд'юрет» і «Орвелл» на прикриття походу крейсерів «Лондон» та «Саффолк» до Шпіцбергену для заміни гарнізону.

#### Бій у Баренцовому морі
31 грудня 1942 року, есмінець «Обідіент» виконував бойове завдання з супроводу конвою JW 51B з Лох-Ів до радянського Мурманська, коли транспорти наразились на німецькі бойові кораблі. Німецькі сили у складі важкого крейсера «Адмірал Гіппер», «кишенькового» лінкора «Лютцов» і шести есмінців ухвалили рішення перехопити і знищити конвой. Незважаючи на довгий і наполегливий обстріл конвою, британці, не втративши жодного транспортного судна конвою, зуміли відбити атаку німців.
Командувач ескорту капітан Роберт Шербрук, який вів бій на борту лідера флотилії «Онслоу» дістав важке поранення голови, але не покинув місток, поки не впевнився, що командування перебрав на себе лейтенант-командор Кінлох на есмінці «Обідіент». У бою «Обідіент» дістав серйозних пошкоджень від ураження артилерією німецьких крейсерів.

### 1943
11 січня 1943 року разом з однотипним «Обд'юрет» самостійно повернулись на базу до Скапа-Флоу, привізши з собою важкопоранених у бою британських матросів.
29 січня «Обідіент» вийшов на чергове супроводження нового конвою RA 52. Протягом лютого та березня він виходив на ескортування арктичних конвоїв JW 53, RA 53, а наприкінці березня атлантичний конвой HX 230, де з однотипними есмінцями типу «O»: «Орібі», «Онслот», «Оффа», «Орвелл» та «Ікарус» протистояв атакам німецьких «вовчих зграй» Зееволф та Зеетойфель.
У серпні разом з «Обд'юрет» і «Опорт'юн» забезпечували протичовнову охорону авіаносців «Іластріас» та «Унікорн» під час проведення ними операції у Північно-західних підходах.
Надалі з «Тізер» забезпечував безпеку переходів авіаносців та лінкора «Веліант», що повертались до Англії, після успішного проведення операцій в Італії з Гібралтару до баз приписки на Британських островах. 28 жовтня прибув до Ісландії для підготовки до чергового арктичного конвою до Росії.
У листопаді 1943 року охороняв конвой JW 54A.

### 1944
22 січня 1944 року есмінець «Обідіент» вийшов у черговий конвой JW 57 на чолі з крейсером «Блек Прінс» до радянських портів. 24 лютого у ході руху конвою суден німці вжили спроби атакувати підводними човнами транспорти та кораблі ескорту, однак контратакою есмінця «Кеппель» та торпедоносців «Сордфіш» з борту ескортного авіаносця «Чейсер» німецький U-713 був потоплений. Наступного дня есмінець «Махратта» був потоплений німецьким підводним човном U-990. У свою чергу літаючий човен «Каталіна» з бази у Саллом-Во виявив та потопив глибинними бомбами німецьку субмарину U-601.
У березні есмінець залучався до супроводження чергового арктичного конвою JW 58.
20 квітня включений до складу сил британського флоту, що здійснювали підготовку до вторгнення в Нормандію.
14 травня «Обідіент» забезпечував прикриття ескортним авіаносцям «Імперор» і «Страйкер» під час нальоту їхньої палубної авіації на позиції німців у Рьорвіку та Штадландеті на території окупованої Норвегії.
6 червня 1944 року з початком висадки морського десанту на французьке узбережжя патрулював прибережні райони протоки Ла-Манш з есмінцями «Опорт'юн» і «Оруелл» здійснював прикриття районів зосередження десанту на транспортних засобах з моря від атак німецьких швидкохідних катерів.
Протягом червня забезпечував прикриття основних сил десанту.
У жовтні «Обідіент» взяв участь в успішному проведенні конвою JW 61, який супроводжували ескортні авіаносці «Наірана», «Віндекс», «Трекер» та крейсер «Дідо». 2 листопада разом з конвоєм RA 61 повернувся до Лох-Ів.
1 грудня есмінець «Обідіент» у черговий раз вийшов у супровід конвою JW 62, який супроводжували ескортні авіаносці «Наірана», «Кампаніа», крейсер «Беллона» та есмінці «Бігл», «Бульдог», «Кайзер», «Кембріан», «Кепріс», «Кассандра», «Кеппель», «Оффа», «Онслот», «Орібі», «Онслоу», «Оруелл», шлюп «Лепвінг». На зворотному шляху до Британії ескорт та літаки підтримки потопили німецькі човни U-387 і U-365.

### 1945
З нового року есмінець продовжував нести службу у складі Флоту метрополії, супроводжував конвої та поодинокі кораблі й судна у північних водах Атлантики. Разом з мінним загороджувачем «Аполло» та есмінцями «Орвелл» і «Опорт'юн» ставили мінні поля на шляхах висування ворожих транспортних конвоїв.
У перші дні травня — останні дні війни в Європі — взяв участь в останньому авіаційному нальоті на німецьку базу підводних човнів у норвезькому Гарстаді. Британське авіаносне ударне угруповання кораблів з авіаносцями «Серчер», «Квін», «Трампітер» завдало удару з повітря по захищеній базі, де переховувались німецькі судна. Судно забезпечення ПЧ Black Watch, перероблений у корабель ППО колишній норвезький крейсер Senja та U-711 були потоплені ударами палубної авіації британського флоту.

### Післявоєнний час
У післявоєнний час есмінець «Обідіент» продовжував службу в лавах британського Королівського флоту. Брав участь в операції «Дедлайт» — знищенні захоплених німецьких підводних човнів. У жовтні 1947 року переведений до кораблів Резерву флоту. 1949 він піддався глибокій модернізації й ремонту та знову встав до строю британського флоту. 17 жовтня 1952 року брав участь у морському параді напередодні коронації королеви Єлизавети II. У 1956 році «Обідіент» знову вивели до резерву. 1961 його продали на брухт компанії BISCO , що займалась утилізацією військових кораблів. 19 жовтня 1962 року есмінець «Обідіент» прибув на розбирання до Блайта.